# 1800 (numero)
Milleottocento (1800) è il numero naturale dopo il 1799 e prima del 1801.

## Proprietà matematiche
- È un numero pari.
- È un numero composto da 36 divisori: 1, 2, 3, 4, 5, 6, 8, 9, 10, 12, 15, 18, 20, 24, 25, 30, 36, 40, 45, 50, 60, 72, 75, 90, 100, 120, 150, 180, 200, 225, 300, 360, 450, 600, 900, 1800. Poiché la somma dei suoi divisori (escluso il numero stesso) è 4245 > 1800, è un numero abbondante.
- È esprimibile come somma di una serie di cubi consecutivi: 1800 = 63 + 73 + 83 + 93.
- È un numero rifattorizzabile.
- È un numero potente.
- È un numero di Harshad nel sistema numerico decimale, cioè è divisibile per la somma delle sue cifre.
- È un numero ondulante nel sistema posizionale a base 7 (5151).
- È un numero semiperfetto in quanto pari alla somma di alcuni (o tutti) i suoi divisori.
- È un numero pratico.
- È un numero malvagio.
- È parte delle terne pitagoriche  (190, 1800, 1810), (330, 1800, 1830), (405, 1800, 1845), (504, 1728, 1800), (525, 1800, 1875), (602, 1800, 1898), (671, 1800, 1921), (750, 1800, 1950), (960, 1800, 2040), (1080, 1440, 1800), (1120, 1800, 2120), (1350, 1800, 2250), (1443, 1800, 2307), (1595, 1800, 2405), (1625, 1800, 2425), (1785, 1800, 2535), (1800, 1890, 2610), (1800, 2176, 2824), (1800, 2400, 3000), (1800, 2730, 3270), (1800, 2990, 3490), (1800, 3135, 3615), (1800, 3375, 3825), (1800, 3534, 3966), (1800, 3850, 4250), (1800, 4320, 4680), (1800, 4838, 5162), (1800, 5250, 5550), (1800, 5481, 5769), (1800, 5865, 6135), (1800, 6355, 6605), (1800, 6630, 6870), (1800, 7392, 7608), (1800, 8000, 8200), (1800, 8910, 9090), (1800, 9919, 10081), (1800, 10045, 10205), (1800, 10725, 10875), (1800, 11178, 11322), (1800, 13440, 13560), (1800, 14946, 15054), (1800, 16150, 16250), (1800, 16827, 16923), (1800, 17955, 18045), (1800, 20210, 20290), (1800, 22464, 22536), (1800, 26970, 27030), (1800, 29973, 30027), (1800, 32375, 32425), (1800, 33726, 33774), (1800, 40480, 40520), (1800, 44982, 45018), (1800, 50609, 50641), (1800, 53985, 54015), (1800, 67488, 67512), (1800, 80990, 81010), (1800, 89991, 90009), (1800, 101242, 101258), (1800, 134994, 135006), (1800, 161995, 162005), (1800, 202496, 202504), (1800, 269997, 270003), (1800, 404998, 405002), (1800, 809999, 810001).

## Astronomia
- 1800 Aguilar è un asteroide della fascia principale del sistema solare.

## Astronautica
- Cosmos 1800 è un satellite artificiale russo.

## Altri ambiti
- Fiat 1800 è un'automobile prodotta dalla FIAT tra il 1959 ed il 1968.